# Adrian M. Smith

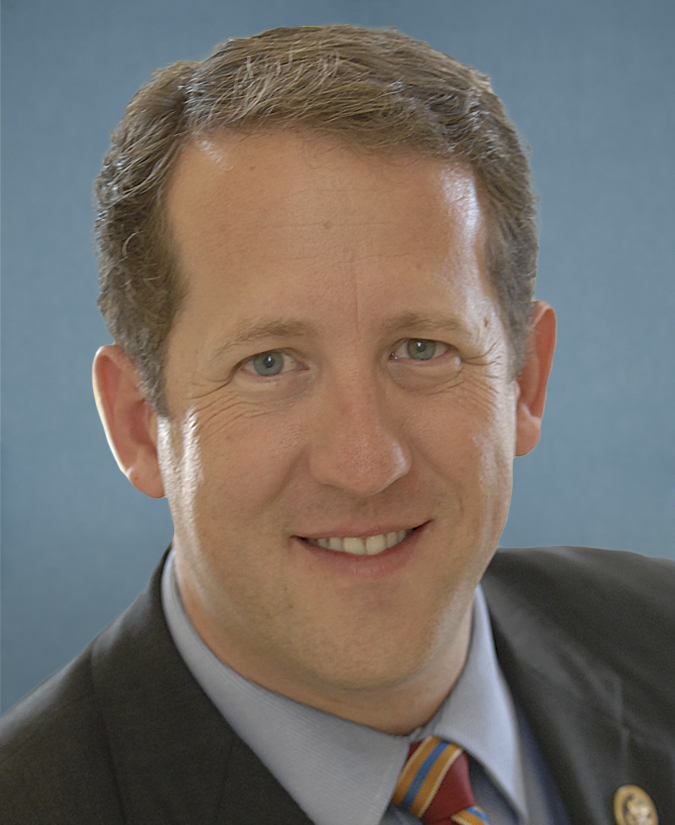
Adrian M. Smith

Adrian Michael Smith (* 19. Dezember 1970 in Scottsbluff, Nebraska) ist ein US-amerikanischer Politiker (Republikanische Partei). Seit 2007 vertritt er den dritten Wahlbezirk des Bundesstaates Nebraska im US-Repräsentantenhaus.

## Werdegang
Adrian Smith besuchte bis 1989 die Gering High School und studierte danach an der Liberty University in Lynchburg (Virginia). Im Jahr 1993 beendete er seine Studienzeit mit seinem Abschluss an der University of Nebraska in Lincoln. Danach arbeitete er als privater Geschäftsmann und als Lehrer. Zwischen 1994 und 1998 war er im Stadtrat von Gering und zwischen 1999 und 2007 gehörte er der Nebraska Legislature an. Dort war er Vorsitzender einiger Ausschüsse.
Im Jahr 2006 wurde Smith mit 55 % der Wählerstimmen im dritten Distrikt von Nebraska in das US-Repräsentantenhaus gewählt. Dort trat er am 3. Januar 2007 die Nachfolge von Tom Osborne an. Zwei Jahre später wurde er sogar mit 77 % der Stimmen gegen den Demokraten Jay Stoddard bestätigt. In den Wahlen von 2008 bis 2024 wurde er jeweils im Amt bestätigt. Smith gilt als sehr konservativ. Er war zwischenzeitlich Mitglied des Landwirtschaftsausschusses, des Ausschusses, der sich mit den Bodenschätzen des Landes befasst, sowie des Technologie- und Wissenschaftsausschusses. Später gehörte er dem Committee on Ways and Means an. Seine aktuelle Legislaturperiode läuft bis zum 3. Januar 2027.